# NGC 7634
NGC 7634 este o galaxie situată în constelația Pegas. A fost descoperită în 26 septembrie 1785 de către William Herschel. Se află la o distanță de 44,18 de megaparseci de Pământ.